# Far Beyond Driven
Far Beyond Driven é o sétimo álbum de estúdio da banda Pantera, lançado em 1994.
De imediato, alcança o primeiro lugar nas paradas de sucesso (#1 Billboard), sendo a primeira banda de metal extremo a alcançar esse feito. O álbum segue a tendência de aumento da agressividade que os álbuns do Pantera vinham demonstrando. A personalidade de Phil Anselmo se torna cada vez mais presente no estilo da banda, apresentando músicas cada vez menos trabalhadas, "cruas", e expressando fatos da vida pessoal dos integrantes da banda. Destaca-se o extremo peso desse trabalho, que já não conta com mais nenhum vocal "heavy metal" e sim com o timbre violento e grave do thrash metal/hardcore. Far Beyond Driven é o produto da época áurea do Pantera, na qual realizavam turnês com 200 shows por ano.
A capa original do álbum, que trazia uma broca encaixada no ânus de uma mulher (prostituta), foi rapidamente trocada por outra onde uma broca atravessa um crânio humano.

## Roubo
Em 4 de Janeiro de 2008, a casa do produtor de gravação Sterling Winfield, no Texas, foi vandalizada. Muitos itens de valor sentimental foram roubados, inclusive um prêmio comemorativo de vendas (disco de platina) do Far Beyond Driven. O caso está atualmente sob investigação do departamento de polícia de Lewisville.

## Faixas
| N.º            | Título                                    | Duração |  |
| 1.             | "Strength Beyond Strength"                | 3:37    |  |
| 2.             | "Becoming"                                | 3:04    |  |
| 3.             | "5 Minutes Alone"                         | 5:46    |  |
| 4.             | "I'm Broken"                              | 4:23    |  |
| 5.             | "Good Friends and a Bottle of Pills"      | 2:52    |  |
| 6.             | "Hard Lines and Sunken Cheeks"            | 6:59    |  |
| 7.             | "Slaughtered"                             | 3:56    |  |
| 8.             | "25 Years"                                | 6:04    |  |
| 9.             | "Shedding Skin"                           | 5:35    |  |
| 10.            | "Use My Third Arm"                        | 4:50    |  |
| 11.            | "Throes of Rejection"                     | 5:00    |  |
| 12.            | "Planet Caravan" (cover de Black Sabbath) | 4:02    |  |
| Duração total: | Duração total:                            | 56:08   |  |

## Formação
- Phil Anselmo – Vocal
- Rex Brown – baixo
- Dimebag Darrell – Guitarra
- Vinnie Paul – Bateria

## Performance nas paradas
| Parada musical (1994/2014) | Posição |
| -------------------------- | ------- |
| Australian Albums Chart    | 1       |
| Austrian Albums Chart      | 8       |
| Dutch Albums Chart         | 47      |
| German Albums Chart        | 7       |
| Hungria (MAHASZ)           | 7       |
| New Zealand Albums Chart   | 14      |
| Norwegian Albums Chart     | 14      |
| Swedish Albums Chart       | 2       |
| Swiss Albums Chart         | 21      |
| UK Album Chart             | 3       |
| U.S. Billboard 200         | 1       |

| Ano  | Canção            | Parada musical             | Posição |
| ---- | ----------------- | -------------------------- | ------- |
| 1994 | "Planet Caravan"  | Hot Mainstream Rock Tracks | 21      |
| 1994 | "Planet Caravan"  | UK Singles Chart           | 26      |
| 1994 | "I'm Broken"      | UK Singles Chart           | 19      |
| 1994 | "Becoming"        | Hot Mainstream Rock Tracks | 12      |
| 1994 | "5 Minutes Alone" | Hot Mainstream Rock Tracks | 13      |

## Certificações
| País           | Certificações | Data                   | Vendas    |
| -------------- | ------------- | ---------------------- | --------- |
| Estados Unidos | Ouro          | 9 de maio de 1994      | 500,000   |
| Estados Unidos | Platina       | 7 de novembro de 1997  | 1,000,000 |
| Canadá         | Ouro          | 9 de maio de 1994      | 50,000    |
| Canadá         | Platina       | 21 de novembro de 1995 | 100,000   |
| Reino Unido    | Prata         | 1 de novembro de 1994  | 60,000    |
| Reino Unido    | Ouro          | 18 de novembro de 2004 | 100,000   |